# Evergestis shirazalis
Evergestis shirazalis is een vlinder uit de familie van de grasmotten (Crambidae). De wetenschappelijke naam van de soort is voor het eerst gepubliceerd in 1953 door Hans Georg Amsel.
De soort komt voor in Iran.